# Waitoki
Waitoki est une localité située dans le district de Rodney dans l'Île du Nord de la Nouvelle-Zélande.

## Situation
La ville de Wainui est à approximativement 5,5 kilomètres au nord-est, la ville de Kaukapakapa  est à 6,5 km vers le nord-ouest, et celle de Dairy Flat à 10 km vers le sud-est. 
Le cours d’eau Wainui Stream rejoint le Waitoki Stream juste au nord-est de la localité. 
Le cours d’eau s'écoule vers l'ouest pour se jeter dans la rivière Kaukapakapa  , .

## Éducation
L'école de Waitoki School est une école mixte assurant tout le primaire, allant des années 1 à 8, avec un taux de décile de 8 et un effectif de 95 élèves .  L'école fut ouverte en 1924  et a célébré son 75 e anniversaire en 1999 .